# ストックウェル (競走馬)
ストックウェル（Stockwell）は、19世紀中ごろに活躍したイギリスの競走馬・種牡馬。2000ギニーステークスとセントレジャーステークスに勝ち二冠を達成した。種牡馬としても計7回のイギリスリーディングサイアーを獲得するなど活躍し、「種牡馬の皇帝」と呼ばれた。
母は大繁殖牝馬ポカホンタス。本馬の全弟にラタプラン、半弟にキングトムがいる。
2歳から5歳にかけ20戦して12勝。16戦11勝説もあり英語版ウィキペディアはこちらを採用している。大きなレースは2000ギニーとセントレジャー程度だが、3歳時はエプソムダービーで大敗したほかは勝ちまくり、13戦して11勝だった。
4歳時はロシアインペリアルプレート（当時のアスコットゴールドカップの名称）で2着に入ったものの1勝もできずに終わった。5歳時も1戦のみで、唯一出走したマッチレースでは対戦相手が故障している。このレースを最後に引退した。
種牡馬成績は非常に優秀なもので、計7回リーディングサイアーを獲得した。412頭の産駒のうち、209頭が勝ち上がり、1,147勝、総獲得賞金は362,451ポンドという。特に1866年の獲得賞金は特筆もので、この年の産駒の勝ち数は132にも及び、総獲得賞金61,340ポンドはその後68年間破られなかった。

## 後世への影響
ストックウェルはヴァイエの標準ドサージュで340と、19世紀中ではセントサイモン、ガロピン、タッチストンに次ぐ4番目の値が与えられており、影響度の大きい種牡馬である。
父系子孫は短期的には発展しなかったが、ドンカスターの仔であるベンドアを通じて非常に拡大した。ファラリス系、オーム系共にベンドアの直系子孫である。本馬のY染色体ハプロタイプを持つサラブレッドは95%を超えているとみられる。
2018年のシドニー大学を中心とした研究グループの報告によると、2000年から2011年にオーストラリアで走ったサラブレッド13万5572頭の全血統表、更に抽出した128頭の常染色体塩基配列の一塩基多型 (SNP) を解析した結果、これらの馬に対するストックウェルの血統的影響は8.3%に達した。これはヴァイエの標準ドサージュの値と一致する。
また、同一系統対立遺伝子の遡及系統解析によると、ストックウェルの遺伝子を多く持つ個体は競走能力が低い傾向がみられた。この研究では、ストックウェルの母親が患っていた喘鳴症の遺伝子で部分的に説明できるかもしれないと述べている。ストックウェル自身は喘鳴症では無かったが、子孫に高い確率で喘鳴症の症状が見られた。

## 競走成績
- 1851年（2戦0勝）
- 1852年（13戦11勝）
  - セントレジャーステークス、2000ギニーステークス、ニューマーケットセントレジャー、ニューマーケットステークス、グレートヨークシャーステークス、ミハイル大公ステークス、フォールステークス、レーシングステークス、 300ソヴリンステークス、ナボブとのマッチ
- 1853年（4戦0勝）
  - 2着 - ロシア皇帝プレート（アスコットゴールドカップ）
- 1854年（1戦1勝）
  - チャレンジフォーザホイップ

## 主な産駒
- セントオールバンズ（wikidata）（1857年産。英セントレジャー）
- コーラーオウ（1858年産。英セントレジャー）
- ザマークィス（英語版）（1859年産。英2000ギニー・英セントレジャー）
- レディオーガスタ（1860年産。英1000ギニー）
- ブレアーアソール（1861年産。英ダービー・英セントレジャー、英リーディングサイアー4回）
- レガリア（1862年産。英オークス）
- ロードリヨン（1863年産。英クラシック三冠）
- レパルス（1863年産。英1000ギニー）
- アチーブメント（英語版）（1864年産。英1000ギニー・英セントレジャー）
- ボスウェル（1868年産。英2000ギニー）
- ドンカスター（1870年産。英ダービー、アスコットゴールドカップ）
- ギャングフォワード（英語版）（1870年産。英2000ギニー）

クラシックウィナー12頭はサドラーズウェルズと並んで歴代最多。勝利数17もセントサイモンと並ぶ史上最多記録である。

## 血統表
| ストックウェルの血統    | ストックウェルの血統                                              | ストックウェルの血統                                              | （血統表の出典）                                                  | （血統表の出典） |
| 父系                    | エクリプス系                                                      | エクリプス系                                                      | エクリプス系                                                      | [ § 2 ]          |
| 父 The Baron 栗毛 1842  | 父の父Birdcatcher 栗毛 1833                                       | Sir Hercules                                                      | Whalebone                                                         | Whalebone        |
| 父 The Baron 栗毛 1842  | 父の父Birdcatcher 栗毛 1833                                       | Sir Hercules                                                      | Peri                                                              |                  |
| 父 The Baron 栗毛 1842  | 父の父Birdcatcher 栗毛 1833                                       | Guiccioli                                                         | Bob Booty                                                         | Bob Booty        |
| 父 The Baron 栗毛 1842  | 父の父Birdcatcher 栗毛 1833                                       | Guiccioli                                                         | Flight                                                            |                  |
| 父 The Baron 栗毛 1842  | 父の母Echidna 鹿毛 1838                                           | Economist                                                         | Whisker                                                           | Whisker          |
| 父 The Baron 栗毛 1842  | 父の母Echidna 鹿毛 1838                                           | Economist                                                         | Floranthe                                                         |                  |
| 父 The Baron 栗毛 1842  | 父の母Echidna 鹿毛 1838                                           | Miss Pratt                                                        | Blacklock                                                         | Blacklock        |
| 父 The Baron 栗毛 1842  | 父の母Echidna 鹿毛 1838                                           | Miss Pratt                                                        | Gadabout                                                          |                  |
| 母 Pocahontas 鹿毛 1837 | 母の父Glencoe 栗毛 1831                                           | Sultan                                                            | Selim                                                             | Selim            |
| 母 Pocahontas 鹿毛 1837 | 母の父Glencoe 栗毛 1831                                           | Sultan                                                            | Bacchante                                                         |                  |
| 母 Pocahontas 鹿毛 1837 | 母の父Glencoe 栗毛 1831                                           | Trampoline                                                        | Tramp                                                             | Tramp            |
| 母 Pocahontas 鹿毛 1837 | 母の父Glencoe 栗毛 1831                                           | Trampoline                                                        | Web                                                               |                  |
| 母 Pocahontas 鹿毛 1837 | 母の母Marpessa 鹿毛 1830                                          | Muley                                                             | Orville                                                           | Orville          |
| 母 Pocahontas 鹿毛 1837 | 母の母Marpessa 鹿毛 1830                                          | Muley                                                             | Eleanor                                                           |                  |
| 母 Pocahontas 鹿毛 1837 | 母の母Marpessa 鹿毛 1830                                          | Clare                                                             | Marmion                                                           | Marmion          |
| 母 Pocahontas 鹿毛 1837 | 母の母Marpessa 鹿毛 1830                                          | Clare                                                             | Harpalice                                                         |                  |
| 母系(F-No.)             | 3号族(FN:3-n)                                                     | 3号族(FN:3-n)                                                     | 3号族(FN:3-n)                                                     | [ § 3 ]          |
| 5代内の近親交配         | Orville M4×S5, Waxy: S5×S5×M5, Penelope: S5×S5×M5, Whiskey: M5×M5 | Orville M4×S5, Waxy: S5×S5×M5, Penelope: S5×S5×M5, Whiskey: M5×M5 | Orville M4×S5, Waxy: S5×S5×M5, Penelope: S5×S5×M5, Whiskey: M5×M5 | [ § 4 ]          |
| 出典                    | 1. 2. 3. 4.                                                       | 1. 2. 3. 4.                                                       | 1. 2. 3. 4.                                                       | 1. 2. 3. 4.      |